# 岳屏公园
岳屏公园，位于湖南省衡阳市雁峰区，始建于1952年，为衡阳市城区第一个最大的综合性公园。岳屏公园现有三处入口，分别在蒸阳南路、先锋路、雁城路。岳屏公园也为衡阳城区的应急避难场所之一。

## 历史沿革
岳屏公园，因公园里有岳屏山得名。民国时期，岳屏山可能是许姓人家的私山，山下区域曾被设为中山公园。衡阳保卫战期间，岳屏山是战斗激烈的阵地之一。岳屏山前原有花药寺，为衡阳八景之一的“花药春溪”，文革中被拆除。2012年，衡阳市民族宗教界人士座谈会讨论过重建花药寺的事宜，但至今未果。

## 公园景点
主条目：衡阳抗战纪念城 衡阳市美术馆
衡阳抗战纪念城：纪念城位于公园岳屏山上，衡阳保卫战牺牲将士而建。
云水湖：湖面占地5公顷，是公园中间一个封闭的人工湖。湖上有九曲桥，湖里有耐寒苦草、狐尾藻、睡莲等植物。
衡阳市美术馆：美术馆在岳屏公园3号，云水湖旁边，馆旁立有湖北巡抚杨健的墓碑。
- 岳屏山间的小路
- 岳屏山的树林
- 云水湖旁的衡阳市美术馆
- 抗日英雄纪念碑